# Mariko Morimoto
Mariko Morimoto (japanisch 森本 麻里子 Morimoto Mariko; * 17. März 1995 in Hirakata) ist eine japanische Leichtathletin, die sich auf den Dreisprung spezialisiert hat. Sie ist aktuell Inhaberin des Landesrekordes im Dreisprung und wurde in dieser Disziplin 2023 Asienmeisterin.

## Sportliche Laufbahn
Erste internationale Erfahrungen sammelte Mariko Morimoto im Jahr 2020, als sie mit 12,78 m beim Sir Graeme Douglas International siegte. 2022 siegte sie mit 13,56 m beim Mikio Oda Memorial Athletics Meet sowie mit 13,55 m beim Shizuoka International Athletics Meet. Im Jahr darauf gewann sie bei den Hallenasienmeisterschaften in Astana mit 13,66 m die Silbermedaille hinter der Usbekin Sharifa Davronova. Im April und Mai siegte sie bei zwei Meetings der World Athletics Continental Tour in Japan, ehe sie bei den Japanischen Meisterschaften den Landesrekord auf 14,16 m verbesserte. Anschließend siegte sie bei den Asienmeisterschaften in Bangkok mit einem Sprung auf 14,06 m. Sie ist damit die erste japanische Asienmeisterin in dieser Disziplin. Im August schied sie dann bei den Weltmeisterschaften in Budapest mit 13,64 m in der Qualifikationsrunde aus. Im Oktober gewann sie bei den Asienspielen in Hangzhou mit 13,78 m die Bronzemedaille hinter der Usbekin Davronova und Zeng Rui aus der Volksrepublik China. 2024 belegte sie bei den Hallenasienmeisterschaften in Teheran mit 13,37 m den vierten Platz und anschließend brachte sie bei den Hallenweltmeisterschaften in Glasgow keinen gültigen Versuch zustande. Im August verpasste sie dann bei den Olympischen Sommerspielen in Paris mit 13,40 m den Finaleinzug.
2025 gewann sie bei den Asienmeisterschaften in Gumi mit 13,65 m die Bronzemedaille hinter der Chinesin Li Yi und Sharifa Davronova aus Usbekistan.
In den Jahren von 2019 bis 2024 wurde Morimoto japanische Meisterin im Dreisprung im Freien sowie 2021 und 2022 in der Halle.

## Persönliche Bestleistungen
- Weitsprung: 6,10 m (+1,5 m/s), 9. Juli 2022 in Setagaya
- Dreisprung: 14,16 m (+0,7 m/s), 3. Juni 2023 in Osaka (japanischer Rekord)